# Henri Kiens
Henri Kiens (9 juni 1965), is een Nederlands triatleet uit Eibergen. Hij behaalde in 1988 een derde plaats op het Nederlands kampioen triatlon op de lange afstand in Almere. 
Tegenwoordig is hij tandarts in Aalten.

## Belangrijke prestaties

### triatlon
- 1988:  NK lange afstand in Almere 8:44.50
- 1989:  triatlon van Stein
- 1989: 6e EK olympische afstand in Cascais - 2:04.42
- 1990: 6e Ironman Hawaï - 8:46.36
- 1991: 12e Ironman Hawaï - 8:56.51
- 1992:  NK lange afstand in Almere 8:51.09
- 1992:  triatlon van Holten
- 1992:  triatlon van Stein
- 1992: 15e Ironman Hawaï - 8:44.20